# Boris Giuliano - Un poliziotto a Palermo
Boris Giuliano - Un poliziotto a Palermo è una miniserie televisiva italiana prodotta da Rai Fiction, andata in onda in prima visione su Rai 1 il 23 e 24 maggio 2016 in prima serata e liberamente ispirata alla figura e all'operato del vicequestore capo della squadra mobile di Palermo Boris Giuliano ucciso nel 1979 da Cosa nostra e insignito della medaglia d’oro al valore civile.

## Trama

### Prima puntata
Ciaculli, 30 giugno 1963. L'esplosione di un'Alfa Romeo Giulietta imbottita di esplosivi provoca la morte di 7 carabinieri tra cui il maresciallo Corrao; la vicenda passerà alla storia come la strage di Ciaculli. A Milano intanto Giorgio Boris Giuliano a cena  con l'avvocato Attorre apprende la notizia e decide così di tornare in Sicilia. 

Sei mesi dopo si trasferisce a Palermo iniziando a collaborare con Bruno Contrada. Con la sua squadra fa irruzione nella villa del Conte Arturo D'Agata arrestandolo e individuando anche l'esattore Nino Salvo e il boss Stefano Bontate. Dopo questa operazione Umberto Madia lo nomina capo della sezione omicidi e inizia a collaborare con il procuratore Pietro Scaglione e il giornalista Mauro De Mauro che sta indagando sulla morte di Enrico Mattei. 

Tre anni dopo, nel 1968, la Corte d'Assise di Catanzaro assolve il boss di Cosa Nostra per insufficienza di prove e Giuliano reagisce formando una nuova squadra con Contrada, Ferraro, Macaluso, De Luca, Crimi, Boncoraglio, Moscarelli e Speranza supportato dal professor Rubino e da una serie di giornalisti tra cui De Mauro e Marco Alliati de L'Ora e Mario Francese del Giornale di Sicilia. 

Il 16 settembre 1970 a Palermo viene sequestrato De Mauro con la famiglia che ne annuncia subito la scomparsa e il giorno seguente viene ritrovata la sua auto. Un ruolo oscuro lo sta giocando il suo commercialista, il cavalier Buttafuoco, che viene interrogato e poi arrestato poiché sospettato del rapimento con altri ignoti. Nel frattempo Giuliano diventa padre per la terza volta e Scaglione respinge la proposta di trasferimento. Il 5 maggio 1971 il procuratore viene così ucciso con la sua scorta vicino al cimitero dei Cappuccini con Giuliano e Contrada che non riescono a salvarlo.
- Ascolti Italia: telespettatori 5.103.000 - share 20,17% [1]

### Seconda puntata
Sono passati due anni dalla morte di Scaglione, il vicequestore Giuliano mette in guardia il giornalista Alliati e incontra Leonardo Vitale che è scappato dal manicomio. Sulla base delle sue rivelazioni vengono fermati una trentina di mafiosi tra cui Bontate, Tano Badalamenti e Pippo Calò. Come ritorsione viene ucciso suo cugino e lui stesso tenta il suicidio in carcere. Il nuovo PM Mazzaro decide di non convalidare gli arresti e così i mafiosi tornano in libertà. Sequestrando l'agenda di Badalamenti Giuliano vede scritto il numero del suo amico Luigi Attorre e parlando con lui viene fuori che è diventato avvocato del boss. Intanto si reca a Washington iniziando una collaborazione con la DEA e, tornato a Palermo, Contrada gli lascia il posto di capo della squadra mobile. De Luca scatta delle foto di Badalamenti mentre incontra il colonnello Giuseppe Russo e questo si giustifica a Giuliano dicendo che il boss è un suo informatore ma il 20 agosto 1977 viene ucciso a Ficuzza insieme all'insegnante Filippo Costa da un commando formato da Leoluca Bagarella, Pino Greco, Giovanni Brusca e Vincenzo Puccio. Si scopre che Russo stava indagando su una società riconducibile a Totò Riina e collegabile a Nino Salvo che viene convocato e respinge le accuse. 

Segue una serie di omicidi: nel maggio 1978 vengono uccisi il giornalista Peppino Impastato e il boss Giuseppe Di Cristina, nel 1979 il Vice Brigadiere Filadelfio Aparo, il segretario provinciale della DC Michele Reina e il giornalista Mario Francese sempre per mano di Bagarella. Dopo un'altra retata, Giuliano viene minacciato di morte al telefono ma non si ferma e arresta anche Pietro Marchese che insieme a Greco aveva fatto una rapina alla Cassa di Risparmio uccidendo una guardia. Vengono poi arrestati anche Antonino Gioè e Antonino Marchese, cugino di Pietro. Giuliano incontra il banchiere Giorgio Ambrosoli, curatore fallimentare della Banca Privata Finanziaria di Michele Sindona, che gli racconta che sui conti della sua banca avvengono trasferimenti di capitali mafiosi. Pietro Marchese viene scarcerato per coliche renali senza neanche una perizia medica e riesce a scappare anche dalla clinica. 

Tornato per questo in anticipo dalle vacanze con la famiglia a Messina, la mattina del 21 luglio viene ucciso da Bagarella al bar sotto casa non avendo neanche la scorta. 

Nel febbraio 1986 il figlio Alessandro ricorda il padre al Maxiprocesso di Palermo davanti a parenti e colleghi. Solo nel 1995 Bagarella viene condannato all'ergastolo in quanto esecutore materiale dell'omicidio.
- Ascolti Italia: telespettatori 4.456.000 - share 18,14% [2]